# Schönstadt
Schönstadt ist ein Ortsteil der Gemeinde Cölbe im mittelhessischen Landkreis Marburg-Biedenkopf. Schönstadt hat etwa 1400 Einwohner und ist nach der Kerngemeinde Cölbe und Bürgeln der drittgrößte Ortsteil.

## Geographie

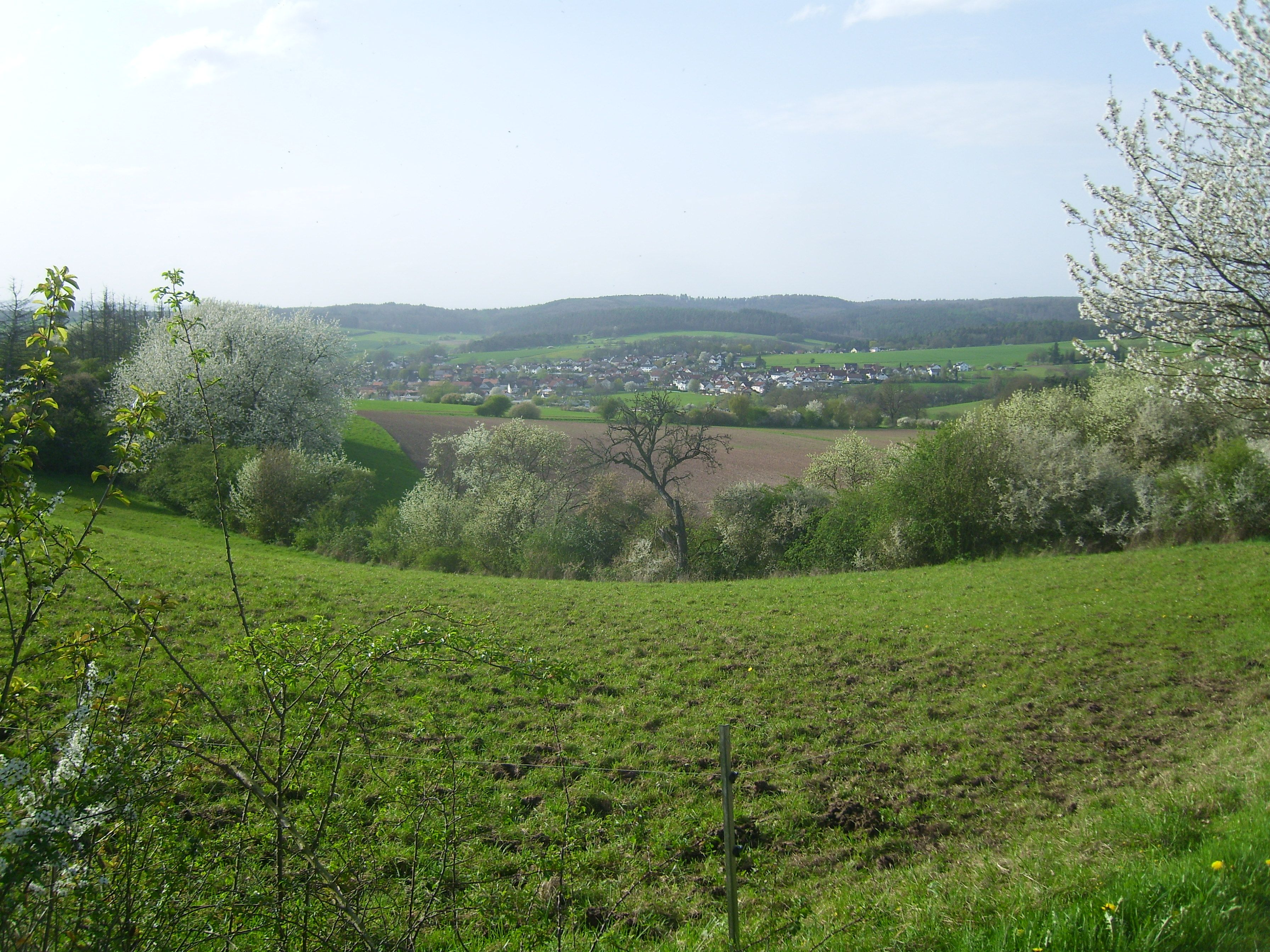
Blick von der Betziesdorfer Höhe im Südosten auf Schönstadt und den Burgwald mit dem Hoheberg (305 m, Gemarkung Bracht), dahinter der auf Oberrospher Gemarkung stehende Grat zwischen Stirnhelle (387,5 m, links) und Gerlachsberg (387,6 m, rechts)

Schönstadt wird südöstlich von der Bundesstraße 3 berührt und in Nord-Süd-Richtung vom Roten Wasser durchflossen. Aufwärts dem Roten Wasser führt eine Kreisstraße nach Bracht.
Geologisch und geographisch ist die Gemarkung Schönstadt dem Burgwald zuzuordnen, der als Buntsandsteinhochfläche mit Niveauunterschieden von bis zu 200 m von Eder, Wohra, Lahn, Ohm und Wetschaft begrenzt wird. Der eigentliche Burgwald rahmt das Dorf von Norden mit den durch das Rote Wasser vom Rest-Höhenzug abgetrennten Hirschbergen, am Großen Hirschberg 361,3 m erreichend, die fast komplett auf Schönstädter Gemarkung liegen; nach Nordwesten endet die Schönstädter Gemarkung unmittelbar vor dem Burgwald auf Brachter und, jenseits des Langen Grunds mit Bachlauf zum Roten Wasser und NSG, Oberrospher Gemarkung. Das Dorf selber liegt, zusammen mit dem westsüdwestlich benachbarten Reddehausen, dem südlichen Nachbardorf Bürgeln, dem südsüdwestlichen Nachbarweiler Bernsdorf sowie dem zu Marburg eingemeindeten Ginseldorf weiter südlich, in einem durch Höhenzüge nach Westen abgetrennten Vor-Becken des Amöneburger Beckens (siehe Ginseldorf-Schönstädter Bucht). Die Bucht ist durch einen Korridor beim nordöstlichen Nachbardorf Schwarzenborn, dem die B 3 folgt, mit der höher gelegenen und fast komplett von Wald umschlossenen Rauschenberger Mulde um Rauschenberg verbunden, deren Rodung quer zu den Tälern von Rotem Wasser und Wohra verläuft.
Schönstadt zählt zu den ältesten Dörfern des Burgwaldes. Bodenfunde bestätigten die Vermutung, dass bereits 500–300 v. Chr. Chatten und Kelten ansässig waren.

## Geschichte

### Ortsgeschichte

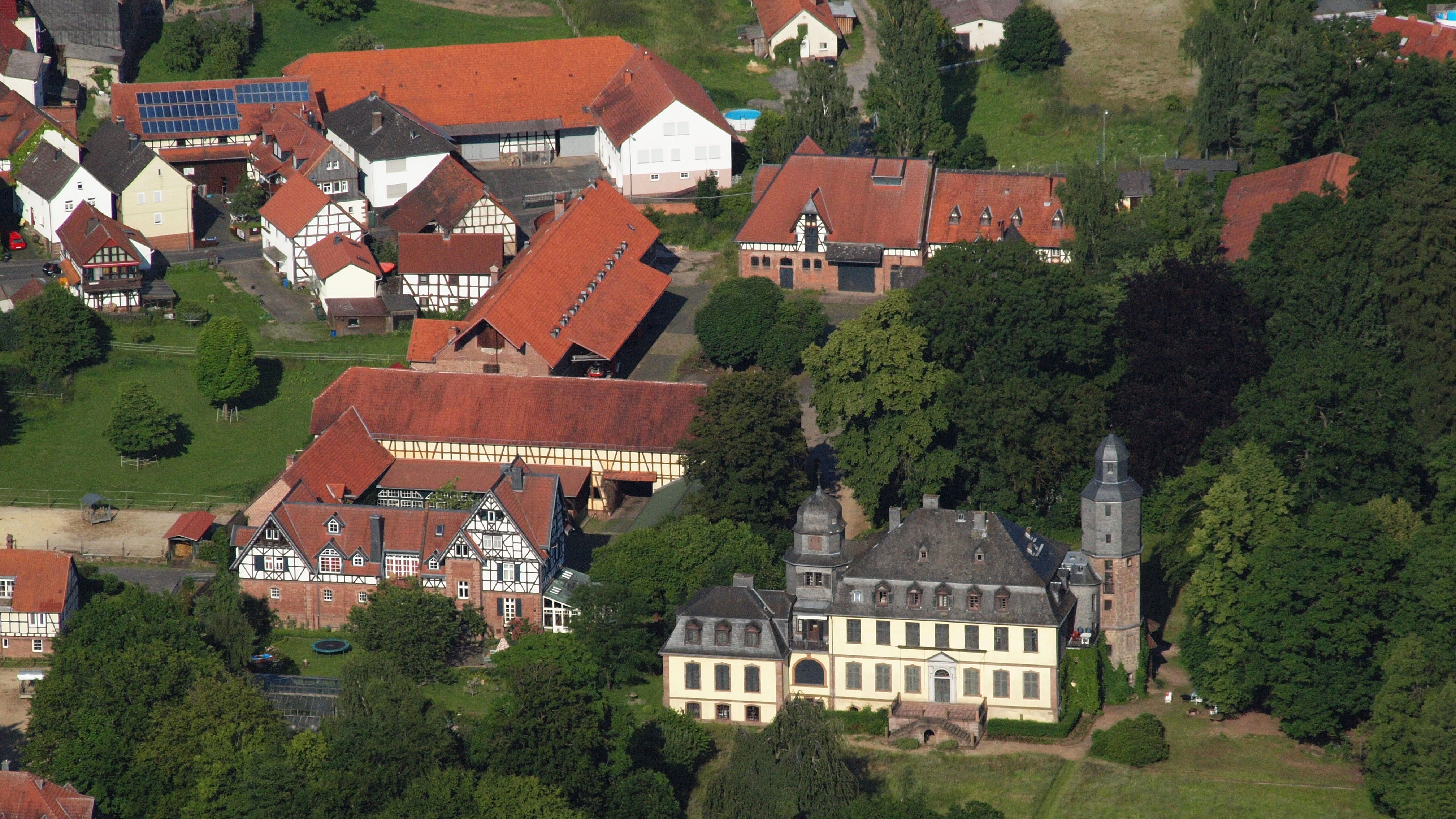
Cölbe-Schönstadt: Burg Schönstadt

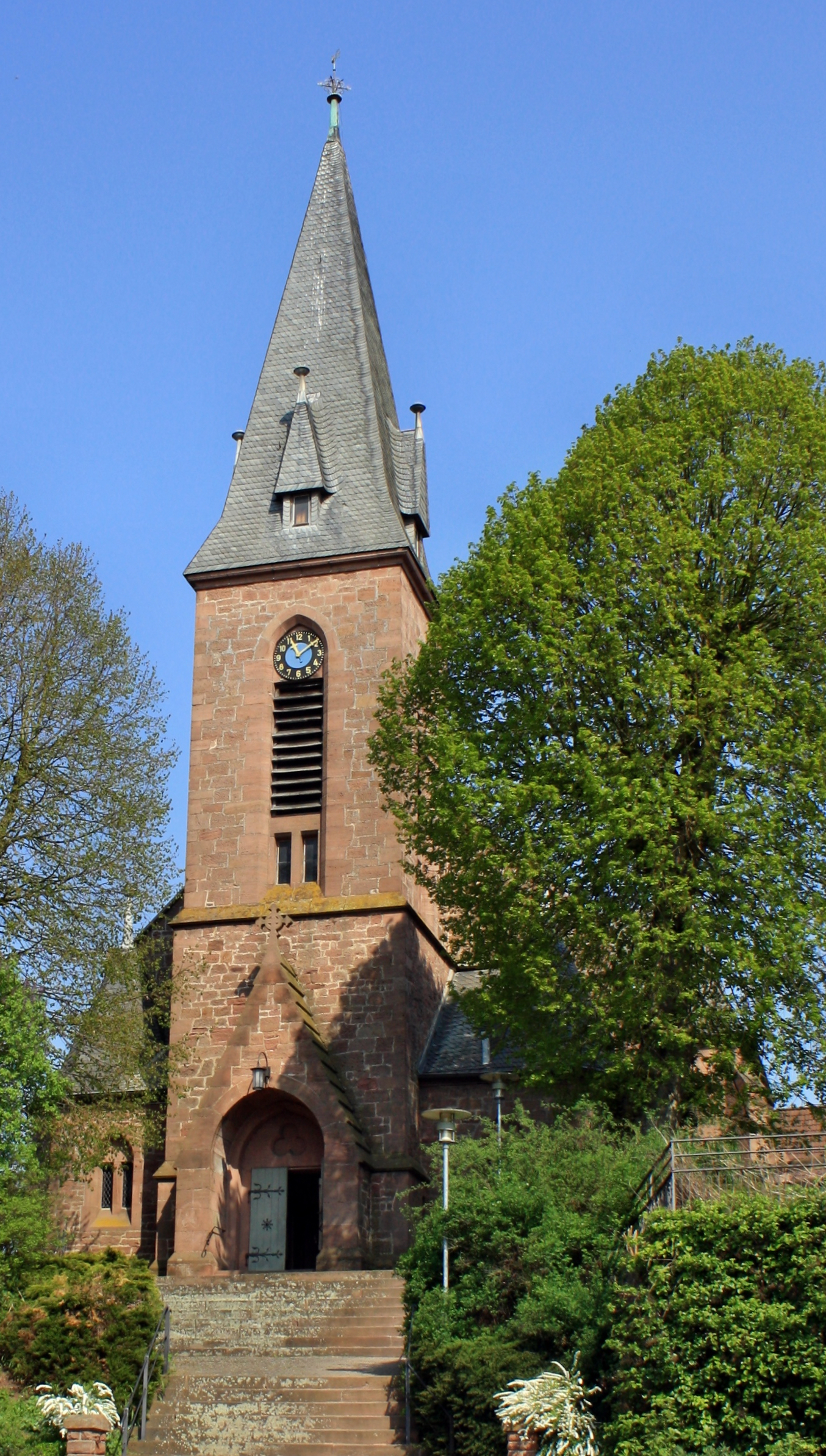
Martinskirche

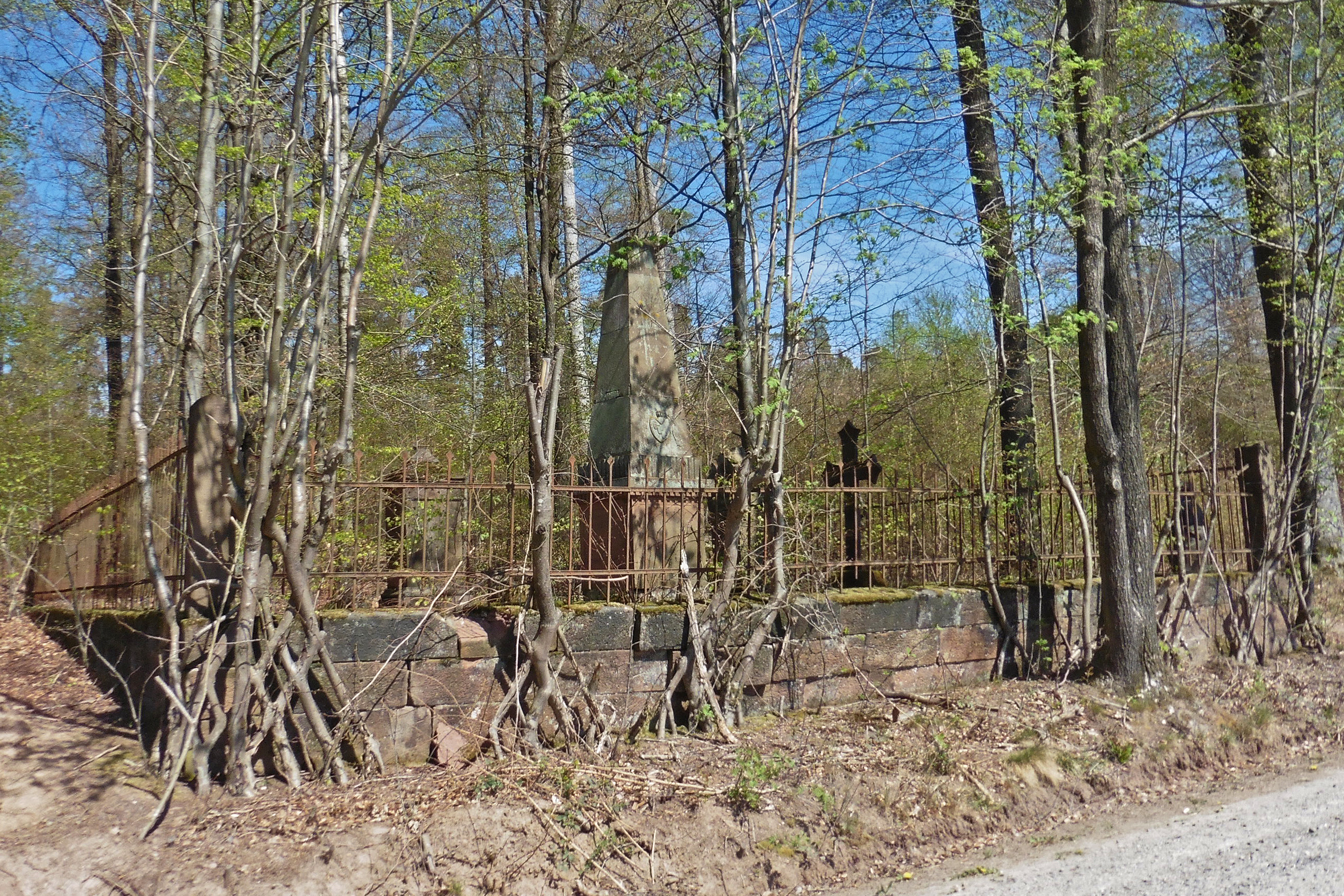
Familienbegräbnisstätte „Junkersgrab“ der Milchling von Schönstadt

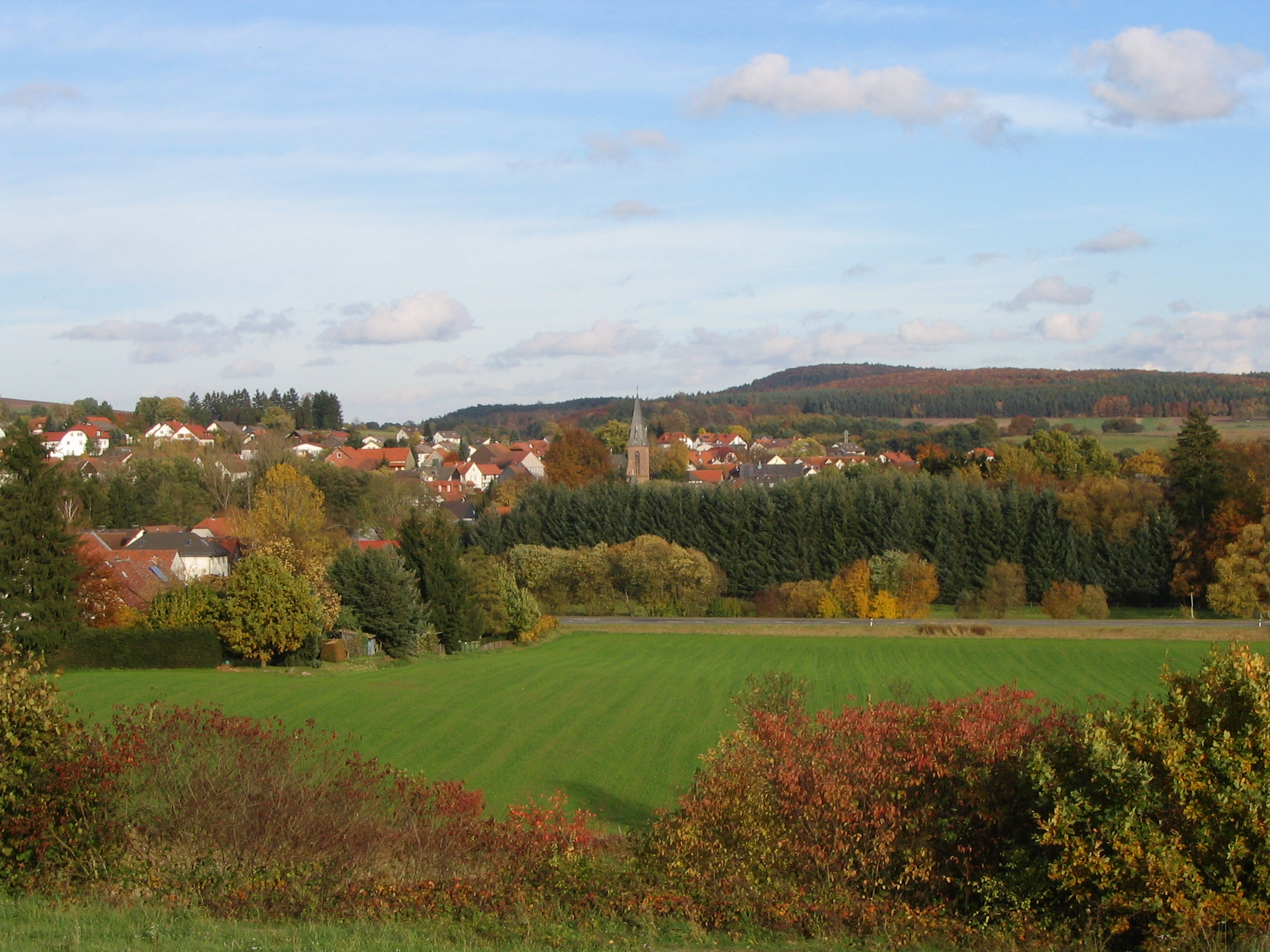
Schönstadt im Jahr 2004

Alle hessischen „-stadt-Orte“ fallen in die Gründungsepoche des 5.–8. Jahrhunderts; Send- und Taufkirchen mit Martinspatrozinium datieren ihr Bestehen in diese Zeit zurück. Das Gericht Schönstadt war im 13. Jahrhundert aus einer Zent erwachsen. Diese fränkisch-frühmittelalterlichen Verwaltungseinheiten lehnten sich an die Sendgerichte (Ur-Großpfarreien) an. Die älteste bekannte urkundliche Erwähnung Schönstadts datiert aus dem Jahre 1225.
Die zur Burg Schönstadt gehörigen Ländereien wurden 1331 von Conrad Milchling zu Michelbach gekauft. Bereits 1350 ging die Gerichtsbarkeit an die Herren von Fleckenbühl über, durch Besitzübereignungen erhielten später auch die Milchling Anteil daran. Philipp von Scholley d. Ä., Obervorsteher der Adeligen Stifte in Hessen, erwarb durch seine Ehe mit Anna Hilga von Hatzfeld um 1612 ein Viertel des Gerichts Schönstadt als Pfandlehen, womit seine Nachkommen gemeinsam mit den Herren von Fleckenbühl in die Eventualbelehnung von Schönstadt gelangten. Die Herrensitze der Milchling in der ausgedehnten Talmulde wurden ursprünglich als Wasserburgen errichtet. 1749 erbaute man das Schönstädter Schloss auf den Grundmauern einer alten Wasserburg.
Das ehemalige Haufendorf wuchs im 17. Jahrhundert erheblich durch den Anschluss an die Heer- und Poststraße Kassel-Frankfurt, erfuhr jedoch mit Inbetriebnahme der Main-Weser-Bahn einen wirtschaftlichen Einbruch. Im Jahr 1897 wurde dann die alte Martinskirche durch eine neue ersetzt.
Die nach dem Ort benannte Familie der Milchling von Schönstadt gehörte zur heute noch bestehenden Althessischen Ritterschaft und starb erst im Jahre 1937 im Mannesstamm aus. Der Gutshof der Milchling mit seinen Ländereien ging 1922 durch Erbschaft an Freifrau von Bethmann über. 1937 setzte man den letzten männlichen Spross des Geschlechts der Milchling von Schönstadt auf der Familienbegräbnisstätte Junkernwald bei.
Hessische Gebietsreform (1970–1977)
Im Zuge der Gebietsreform in Hessen genehmigte die Landesregierung mit Wirkung vom 31. Dezember 1971 den Zusammenschluss der Gemeinden Cölbe und Schönstadt zu einer Gemeinde mit dem Namen Cölbe. Bereits am 31. Dezember 1970 hatten sich die Gemeinden Schönstadt und Schwarzenborn zusammengeschlossen.
Für alle ehemals eigenständigen Gemeinden von Cölbe wurden Ortsbezirke gebildet.

### Verwaltungsgeschichte im Überblick
Die folgende Liste zeigt die Staaten und Verwaltungseinheiten, denen Schönstadt angehört(e):
- vor 1567: Heiliges Römisches Reich, Landgrafschaft Hessen, Gericht Schönstadt (Gericht Schönstadt bestand aus den Orten: Cölbe, Bernsdorf, Bürgeln, Betziesdorf, Reddehausen, Schönstadt, Schwarzenborn und Bracht)[9]
- ab 1567: Heiliges Römisches Reich, Landgrafschaft Hessen-Marburg, Gericht Schönstadt
- 1604–1648: Heiliges Römisches Reich, strittig zwischen Landgrafschaft Hessen-Darmstadt und Landgrafschaft Hessen-Kassel (Hessenkrieg), Gericht Schönstadt
- ab 1648: Heiliges Römisches Reich, Landgrafschaft Hessen-Kassel, Amt Marburg,[10]
- ab 1806: Landgrafschaft Hessen-Kassel, Amt Marburg
- 1807–1813: Königreich Westphalen, Departement der Werra, Distrikt Marburg, Kanton Rosenthal
- ab 1815: Kurfürstentum Hessen, Amt Marburg[11]
- ab 1821: Kurfürstentum Hessen, Provinz Oberhessen, Landkreis Marburg[12][Anm. 2]
- ab 1848: Kurfürstentum Hessen, Bezirk Marburg
- ab 1851: Kurfürstentum Hessen, Provinz Oberhessen, Landkreis Marburg
- ab 1867: Königreich Preußen, Provinz Hessen-Nassau, Regierungsbezirk Kassel, Landkreis Marburg
- ab 1871: Deutsches Reich, Königreich Preußen, Provinz Hessen-Nassau, Regierungsbezirk Kassel, Landkreis Marburg
- ab 1918: Deutsches Reich, Freistaat Preußen, Provinz Hessen-Nassau, Regierungsbezirk Kassel, Landkreis Marburg
- ab 1944: Deutsches Reich, Freistaat Preußen, Provinz Kurhessen, Landkreis Marburg
- ab 1945: Deutsches Reich, Amerikanische Besatzungszone, Groß-Hessen, Regierungsbezirk Kassel, Landkreis Marburg
- ab 1946: Deutsches Reich, Amerikanische Besatzungszone, Hessen, Regierungsbezirk Kassel, Landkreis Marburg
- ab 1949: Bundesrepublik Deutschland, Hessen, Regierungsbezirk Kassel, Landkreis Marburg
- ab 1972: Bundesrepublik Deutschland, Hessen, Regierungsbezirk Kassel, Landkreis Marburg, Gemeinde Cölbe
- ab 1974: Bundesrepublik Deutschland, Hessen, Regierungsbezirk Kassel, Landkreis Marburg-Biedenkopf, Gemeinde Cölbe
- ab 1981: Bundesrepublik Deutschland, Hessen, Regierungsbezirk Gießen, Landkreis Marburg-Biedenkopf, Gemeinde Cölbe

### Gerichte seit 1821
Mit Edikt vom 29. Juni 1821 wurden in Kurhessen Verwaltung und Justiz getrennt. In Marburg wurde der Kreis Marburg für die Verwaltung eingerichtet und das Landgericht Marburg war als Gericht in erster Instanz für Schönstadt zuständig. 1850 wurde das Landgericht in Justizamt Marburg umbenannt. Nach der Annexion Kurhessens durch Preußen 1866 erfolgte am 1. September 1867 die Umbenennung des bisherigen Justizamtes in Amtsgericht Marburg. Auch mit dem Inkrafttreten des Gerichtsverfassungsgesetzes von 1879 blieb das Amtsgericht unter seinem Namen bestehen.

## Bevölkerung

### Einwohnerstruktur 2011
Nach den Erhebungen des Zensus 2011 lebten am Stichtag dem 9. Mai 2011 in Schönstadt 1389 Einwohner. Darunter waren 18 (1,3 %) Ausländer.
Nach dem Lebensalter waren 228 Einwohner unter 18 Jahren, 630 zwischen 18 und 49, 300 zwischen 50 und 64 und 240 Einwohner waren älter. Die Einwohner lebten in 531 Haushalten. Davon waren 135 Singlehaushalte, 126 Paare ohne Kinder und 198 Paare mit Kindern, sowie 57 Alleinerziehende und 15 Wohngemeinschaften. In 81 Haushalten lebten ausschließlich Senioren und in 351 Haushaltungen lebten keine Senioren.

### Einwohnerentwicklung
| Quelle: Historisches Ortslexikon | |
| • 1571:                          | 53 Hausgesesse |
| • 1577:                          | 73 (davon 47 landgräfliche) Hausgesesse                                                                                       |
| • 1630:                          | 50 (27 landgräflich) Hausgesesse (13 Ackerleute (4 landgräfliche), 32 (18 landgräfliche) Einläuftige)                         |
| • 1681:                          | 28 hausgesessene Mannschaften (nur landgräflicher Anteil)                                                                     |
| • 1745:                          | 288 (48 landgräflich) Einwohner                                                                                               |
| • 1838:                          | Familien (mit Hof Fleckenbühl und Neuer Mühle): 55 nutzungsberechtigte, 13 nicht nutzungsberechtigte Ortsbürger, 41 Beisassen |

| Schönstadt: Einwohnerzahlen von 1745 bis 2011 | Schönstadt: Einwohnerzahlen von 1745 bis 2011 | Schönstadt: Einwohnerzahlen von 1745 bis 2011 | Schönstadt: Einwohnerzahlen von 1745 bis 2011 | Schönstadt: Einwohnerzahlen von 1745 bis 2011 |
| --- | --------------------------------------------- | --------------------------------------------- | --------------------------------------------- | --------------------------------------------- |
| Jahr |                                               |                                               |                                               | Einwohner                                     |
| 1745 | 1745                                          |                                               | 288                                           | 288                                           |
| 1800 | 1800                                          |                                               | ?                                             | ?                                             |
| 1834 | 1834                                          |                                               | 752                                           | 752                                           |
| 1840 | 1840                                          |                                               | 714                                           | 714                                           |
| 1846 | 1846                                          |                                               | 773                                           | 773                                           |
| 1852 | 1852                                          |                                               | 781                                           | 781                                           |
| 1858 | 1858                                          |                                               | 714                                           | 714                                           |
| 1864 | 1864                                          |                                               | 738                                           | 738                                           |
| 1871 | 1871                                          |                                               | 689                                           | 689                                           |
| 1875 | 1875                                          |                                               | 672                                           | 672                                           |
| 1885 | 1885                                          |                                               | 691                                           | 691                                           |
| 1895 | 1895                                          |                                               | 699                                           | 699                                           |
| 1905 | 1905                                          |                                               | 645                                           | 645                                           |
| 1910 | 1910                                          |                                               | 689                                           | 689                                           |
| 1925 | 1925                                          |                                               | 695                                           | 695                                           |
| 1939 | 1939                                          |                                               | 696                                           | 696                                           |
| 1946 | 1946                                          |                                               | 1.007                                         | 1.007                                         |
| 1950 | 1950                                          |                                               | 1.024                                         | 1.024                                         |
| 1956 | 1956                                          |                                               | 987                                           | 987                                           |
| 1961 | 1961                                          |                                               | 978                                           | 978                                           |
| 1967 | 1967                                          |                                               | 1.069                                         | 1.069                                         |
| 1980 | 1980                                          |                                               | ?                                             | ?                                             |
| 1990 | 1990                                          |                                               | ?                                             | ?                                             |
| 2000 | 2000                                          |                                               | ?                                             | ?                                             |
| 2011 | 2011                                          |                                               | 1.398                                         | 1.398                                         |
| Datenquelle: Historisches Gemeindeverzeichnis für Hessen: Die Bevölkerung der Gemeinden 1834 bis 1967. Wiesbaden: Hessisches Statistisches Landesamt, 1968. Weitere Quellen: LAGIS; Zensus 2011 |                                               |                                               |                                               |                                               |

### Historische Religionszugehörigkeit
| Quelle: Historisches Ortslexikon |                                                                                          |
| • 1861:                          | 628 evangelisch-lutherische, 103 evangelisch-reformierte, 13 jüdische Einwohner          |
| • 1885:                          | 648 evangelische (= 97,15 %), 2 katholische (= 0,30 %), 17 jüdische (= 2,55 %) Einwohner |
| • 1961:                          | 866 evangelische (= 88,55 %), 92 römisch-katholische (= 9,41 %) Einwohner                |

### Erwerbstätigkeit
| Quelle: Historisches Ortslexikon | |
| • 1745:                          | Erwerbspersonen (nur landgräflicher Anteil): drei Müller, 8 Schneider, zwei Wirte, ein Schuhflicker, 4 Leineweber, zwei Ziegelbrenner, drei Schreiner (darunter ein Orgelmacher), ein Strumpfweber, 4 Tagelöhner, ein Bäcker, zwei Wagner, zwei Schmiede, ein Zimmermann, drei Tagelöhnerinnen und Spinnerinnen |
| • 1838:                          | Familien: 33 Ackerbau, 24 Gewerbe, 50 Tagelöhner |
| • 1961:                          | Erwerbspersonen: 176 Land- und Forstwirtschaft, 192 Produzierendes Gewerbe, 42 Handel und Verkehr, 71 Dienstleistungen und Sonstiges |

## Politik
Ortsbeirat
Für Schönstadt besteht ein Ortsbezirk mit Ortsbeirat und Ortsvorsteher nach der Hessischen Gemeindeordnung. Er umfasst das Gebiet der ehemaligen Gemeinden Schönstadt.
Der Ortsbeirat besteht aus sieben Mitgliedern. Bei den Kommunalwahlen in Hessen 2021 betrug die Wahlbeteiligung zum Ortsbeirat 51,44 %. Alle Kandidaten gehörten der „Gemeinsamen Liste für Schönstadt“ an. Der Ortsbeirat wählte Jörg Graf zum Ortsvorsteher.
Wappen
| Wappen von Schönstadt | Blasonierung: „In Rot ein silberner (weißer) Schrägbalken belegt mit drei schwarzen Herzen nach der Figur.“                                                                                       |
| Wappen von Schönstadt | Wappenbegründung: Das Wappen der ehemaligen Gemeinde ist abgewandelt vom Wappen des Geschlechts der Familie Milchling von und zu Schönstadt, die die schwarzen Herzen im silbernen Schild führte. |

## Wirtschaft und Infrastruktur
1972 wurde der Motor- und Segelflugplatz von Marburg nach Schönstadt verlegt. Heute wird Schönstadt durch die Nähe der Kreisstadt Marburg und die Ansiedlung mehrerer kleiner Industriebetriebe geprägt. Der dörfliche Charakter ist nur an wenigen Stellen im alten Ortskern noch spürbar. Auch die geschmackvolle Schönstädter Tracht wird nur noch zu besonderen Anlässen von wenigen Frauen getragen.
Seit 1985 wird der ehemalige Gutshof Fleckenbühl nach biologisch-dynamischen Prinzipien von der Suchthilfe Fleckenbühl betrieben.
Seit Herbst 2008 gibt es einen markierten Rundweg um den Junkernwald bei Schönstadt. Start ist der alte Wasserhochbehälter am Ortsrand. Der Wanderweg ist 9,5 km lang und mit einigen Informationstafeln bereichert.
Im Juli 2009 erzielte Schönstadt den 1. Platz auf Landesebene im Wettbewerb „Unser Dorf hat Zukunft“.